# Anadoluhisari
Anadoluhisar là một thành trì ở bờ phải eo biển Bosporus thuộc thành phố Istanbul, Thổ Nhĩ Kỳ. Đôi khi nó còn được gọi là thành Tiểu Á. Nó đã được vua Bayezid I "Sấm sét" (1389-1402) của Đế quốc Ottoman xây dựng năm 1393 để chuẩn bị cho công cuộc bao vây Constantinopolis (khu vực nằm giữa mỏm Haliç và biển Marmara của Istanbul ngày nay).